# Московский паровой трамвай
Моско́вский парово́й трамва́й (разг. паровичо́к) — вид общественного транспорта, существовавший в конце XIX — начале XX веков.

## История
Вплоть до 1880-х годов основным маршрутным общественным транспортом в Москве была конка, протяжённость линий которой составляла 70 вёрст. Однако к этому моменту уже стала понятна необходимость создания более современного общественного транспорта, способного перевозить бо́льшее число пассажиров с бо́льшей скоростью и при этом не требовать столь значительных расходов на содержание. Одним из вариантов был паровой трамвай, к тому моменту уже действовавший в ряде городов США и Европы, а также в Киеве. Киевский опыт выявил как положительные, так и отрицательные стороны эксплуатации паровых трамваев в городских условиях — прежде всего высокий уровень шума, пугавший людей и лошадей, и пожароопасность в местах с плотной деревянной застройкой. Поэтому московские власти не разрешили прокладывать маршруты парового трамвая в городе, выделив для него лишь две пригородные линии.
Строительство и эксплуатация паровичка, как называли москвичи новое средство передвижения, была отдана в концессию Бельгийскому акционерному обществу конных железных дорог, которое открыло движение по первой линии 10 (22) августа 1886 года. Маршрут начинался от Бутырской заставы, шёл по Бутырской улице через земли бывшей Бутырской слободы и Бутырского хутора до Петровской сельскохозяйственной академии. 
Чуть позднее была открыта вторая линия парового трамвая, которая вела от Калужской заставы к Воробьёвым горам, однако из-за опасностей возникновения пожаров в малоэтажной деревянной застройке она была закрыта уже в 1903 году, и вместо парового трамвая на линии начала работать менее эффективная, но более безопасная конка.
1 (14) ноября 1911 года паровой трамвай перешёл в муниципальную собственность. Бутырская линия продолжала работать до 1 июля 1922 года, когда паровичок был заменён электрическим трамваем.

## Устройство и эксплуатация
Московский паровой трамвай представлял собой небольшой паровоз, который топился углём или дровами. Внутри кабины имелся ящик с топливом, которым машинист, он же кочегар, растапливал машину на конечной остановке. Топки хватало примерно на 15 минут, за это время паровик успевал добраться до разъезда в середине маршрута (вся остальная линия была одноколейной). Скорость трамвая была невысокой, достигая примерно 11 км/ч. Летом к паровозу цепляли 5—6, зимой — 3—4 вагона. Вагоны были выполнены из дерева и обшиты металлом. Вдоль стен были деревянные лавки, а в некоторых вагонах и вовсе не было мест для сидения. Стёкол в окнах первоначально не было, в случае дождя или снега они закрывались матерчатыми шторами. Изнутри вагоны освещались свечами. Проверку и продажу билетов, объявление остановок, опускание и поднимание штор, замену свечей производил кондуктор — один на весь состав. В течение некоторого времени кондуктором на паровичке работал известный в будущем писатель Константин Паустовский.
На Бутырской линии близи Петровской академии было построено депо, в котором имелась водонапорная башня системы Шухова и склад угля. Эта линия использовалась ежедневно, её пассажирами были прежде всего студенты и преподаватели, в то время как линия до Воробьёвых гор в основном действовала по выходным дням и в праздники и перевозила отдыхающих. Паровой трамвай был демократичным видом транспорта — проезд от одной остановки до другой стоил лишь 2 копейки — столько же стоила буханка ржаного хлеба, а средняя месячная зарплата рабочего составляла 10—15 рублей. На остановках по маршруту следования паровичка находились деревянные остановочные павильоны, на Бутырском маршруте таких остановок было 5. Некоторые источники указывают, что один из павильонов сохранился до нашего времени и стоит на трамвайной остановке «Красностуденческий проезд», однако в действительности этот павильон был спроектирован архитектором Евгением Шервинским лишь в 1926 году, когда паровой трамвай уже был заменён электрическим.